# Anyphops purcelli
Anyphops purcelli là một loài nhện trong họ Selenopidae.
Loài này thuộc chi Anyphops. Anyphops purcelli được George Newbold Lawrence miêu tả năm 1940.